# 国鉄ホキ3500形貨車
国鉄ホキ3500形貨車（こくてつホキ3500がたかしゃ）は、かつて日本国有鉄道（国鉄）及び1987年（昭和62年）4月の国鉄分割民営化後は日本貨物鉄道（JR貨物）に在籍したホッパ車である。

## 概要
本形式はセメント輸送用として1952年（昭和27年）から1960年（昭和35年）にかけて日本車輌製造、汽車製造、日立製作所、新潟鐵工所、川崎車輛、東洋工機、協三工業にて製作された30 t積の私有貨車である。
1952年（昭和27年）11月から12月にかけてタンク車扱いでタキ2200形6両（タキ2200 - タキ2205）が製作された。約1年後の1953年（昭和28年）9月12日のホッパ車の制定に伴いわが国初の有蓋ホッパ車としてホキ1形 (初代)（ホキ1 - ホキ6）に改番された。全車が改番されたため、タキ2200形は形式消滅となった。その後はホキ1形 (初代)として新たに248両が製作された（ホキ7 - ホキ94、ホキ1000 - ホキ1123、ホキ1128 - ホキ1160、ホキ2000 - ホキ2002）
1959年（昭和34年）10月31日にホキ4100形（初代）全車4両（ホキ4100 - ホキ4103）が車籍編入されホキ1124 - ホキ1127となった。同時にホキ4100形（初代）は、形式消滅となった。種車であるホキ4100 - ホキ4103は、日立製作所にて同年3月31日に落成し、ホキ4100形（初代）の形式存在期間は、わずか7ヶ月間であった。
1963年（昭和38年）7月26日に再び改番が行われ、ホキ1形 (初代)はホキ3500形（ホキ3501 - ホキ3758）と改められた。この際の附番方式はホキ1 - ホキ94が現番号+3500、ホキ1000 - ホキ1160が現番号+2595、ホキ2000 - ホキ2002が現番号+1756であった。このため「ホキ3500」は欠番となる。
その後も製作は継続され（ホキ3759 - ホキ3770）が完成し次に三岐鉄道からの車両10両（ホキ5001 - ホキ5003、ホキ6001 - ホキ6007）が車籍編入の際誤って同じ番号（ホキ3759 - ホキ3761、ホキ3762 - ホキ3768）を附番してしまい二車現存となってしまった。このため同時期に同じ番号の車がそれぞれ2両存在した。これらの車は約6年後の1977年（昭和52年）3月19日に、新番号（ホキ3771 - ホキ3773、ホキ3774 - ホキ3780）が与えられた。
以上合計279両（ホキ3501 - ホキ3726、ホキ3728 - ホキ3780）が製作（一部編入）された。（ホキ3500、ホキ3727は欠番）
荷役方式は上入れ・下出し式であり、荷下しは自重落下式であるが一部車両にはエアスライド式もある。
寸法関係は製造ロットによる多少の違いはあるが全長は9,600 mm - 10,400 mm、全高は3,705 mm、実容積は23.1 m3 - 31.5 m3、自重は15.3 t - 17.0 tで、換算両数は積車4.5、空車1.6である。台車はベッテンドルフ式のTR41である。
1987年（昭和62年）4月の国鉄分割民営化時には15両（ホキ3507 - ホキ3509、ホキ3565 - ホキ3571、ホキ3573、ホキ3574、ホキ3651、ホキ3653、ホキ3654）の車籍がJR貨物に継承され、1995年（平成7年）度末時点で現存していたが、1996年（平成8年）5月に15両一斉に廃車となり同時に形式消滅となった。

## 年度別製造数
各年度による製造会社と両数は次のとおりである。（所有者は落成時の社名。車番は製造当時の番号。）
- 昭和27年度 - 6両
  - 日本車輛製造 2両 東京都水道局（タキ2200 - タキ2201→ホキ1 - ホキ2→ホキ3501 - ホキ3502）
  - 汽車製造製 2両 東京都水道局（タキ2202 - タキ2203→ホキ3 - ホキ4→ホキ3503 - ホキ3504）
  - 日立製作所 2両 東京都水道局（タキ2204 - タキ2205→ホキ5 - ホキ6→ホキ3505 - ホキ3506）
- 昭和28年度 - 20両
  - 日立製作所 3両 日立セメント（ホキ7 - ホキ9→ホキ3507 - ホキ3509）
  - 日立製作所 3両 東京都水道局（ホキ10 - ホキ12→ホキ3510 - ホキ3512）
  - 汽車製造製 3両 東京都水道局（ホキ13 - ホキ15→ホキ3513 - ホキ3515）
  - 日本車輛製造 3両 東京都水道局（ホキ16 - ホキ18→ホキ3516 - ホキ3518）
  - 日本車輛製造 8両 日本セメント（ホキ19 - ホキ26→ホキ3519 - ホキ3526）
- 昭和29年度 - 30両
  - 日立製作所 10両 電源開発（ホキ27 - ホキ36→ホキ3527 - ホキ3536）
  - 新潟鐵工所 10両 電源開発（ホキ37 - ホキ46→ホキ3537 - ホキ3546）
  - 川崎車輛 10両 電源開発（ホキ47 - ホキ56→ホキ3547 - ホキ3556）
- 昭和30年度 - 12両
  - 日本車輛製造 5両 日本セメント（ホキ57 - ホキ61→ホキ3557 - ホキ3561）
  - 汽車製造製 3両 日本セメント（ホキ62 - ホキ64→ホキ3562 - ホキ3564）
  - 日立製作所 4両 日立セメント（ホキ65 - ホキ68→ホキ3565 - ホキ3568）
- 昭和31年度 - 6両
  - 日立製作所 6両 日立セメント（ホキ69 - ホキ74→ホキ3569 - ホキ3574）
- 昭和32年度 - 98両
  - 東洋工機 20両 小野田セメント（ホキ75 - ホキ94→ホキ3575 - ホキ3594）
  - 日本車輛製造 20両 電源開発（ホキ1000 - ホキ1019→ホキ3595 - ホキ3614）
  - 新潟鐵工所 20両 電源開発（ホキ1020 - ホキ1039→ホキ3615 - ホキ3634）
  - 日立製作所 23両電源開発（ホキ1040 - ホキ1054→ホキ3635 - ホキ3649）
  - 川崎車輛 15両 電源開発（ホキ1061 - ホキ1075→ホキ3656 - ホキ3670）
  - 日立製作所 23両 大阪窯業セメント（ホキ1076 - ホキ1083→ホキ3671 - ホキ3678）
- 昭和33年度 - 26両
  - 協三工業 6両 日立セメント（ホキ1055 - ホキ1060→ホキ3650 - ホキ3655）
  - 日立製作所 20両 電源開発（ホキ1084 - ホキ1103→ホキ3679 - ホキ3698）
- 昭和34年度 - 28両 
  - 日立製作所 20両 電源開発（ホキ1104 - ホキ1123→ホキ3699 - ホキ3718）
  - 4両 大阪窯業セメント（ホキ1124 - ホキ1127、ホキ4100形貨車 (初代)（ホキ4100 - ホキ4103）より改番→ホキ3719 - ホキ3722）
  - 日立製作所 4両 大阪窯業セメント（ホキ1128 - ホキ1131→ホキ3723 - ホキ3726）
- 昭和35年度 - 3両
  - 東洋工機 3両 小野田セメント（ホキ2000 - ホキ2002→ホキ3756 - ホキ3758）
- 昭和36年度 - 20両
  - 日立製作所 20両 大阪窯業セメント（ホキ1133 - ホキ1152→ホキ3728 - ホキ3747）
- 昭和37年度 - 8両
  - 汽車製造 8両 敦賀セメント（ホキ1153 - ホキ1160→ホキ3748 - ホキ3755）
- 昭和38年度 - 10両
  - 日本車輛製造 10両 敦賀セメント（ホキ3759a - ホキ3768a）
- 昭和39年度 - 2両
  - 日本車輛製造 2両 敦賀セメント（ホキ3769 - ホキ3770）
- 昭和46年度 - 10両 
  - 10両 小野田セメント（ホキ3759b - ホキ3768b、三岐鉄道からの編入車）
- 昭和51年度 - 10両 
  - 10両 小野田セメント（ホキ3771 - ホキ3780、ホキ3759b - ホキ3768bの改番）